# 出雲市立北陽小学校
出雲市立北陽小学校（いずもしりつ ほくようしょうがっこう）は、島根県出雲市の北東部に位置する公立小学校。
1977年（昭和52年）4月1日に創設。川跡小学校と鳶巣小学校を統合。
1970年（昭和45年）に第一回の統合が実を結ばす、1974年（昭和49年）に再度統合計画がもちあがった。川跡、鳶巣両地区からの応募総数375点のうちから『北陽』の校名が選ばれた。
学校のスローガンは「北風の子　太陽の子」。

## 学区
- 武志町
- 荻杼町
- 稲岡町
- 中野町
- 高岡町
- 東林木町
- 西林木町[1]